# Juan Antonio Panelo
Juan Antonio Panelo o bien Antonio Panelo (Ducado de Saboya, durante la ocupación francesa, ca. 1707–Imperio español, 1786) era un rico comerciante y empresario sardo-piamontés dedicado a la industria textil que migrara a la Sudamérica española y en donde fuera propietario de una sastrería en la ciudad de Buenos Aires y también fuera veedor gremial. Comerciaba con dicho puerto y los de Lima, Acapulco y Manila, siendo nombrado en esta última urbe como escribano hacia 1756 y después como director de Comercio, hasta que fuera asignado luego de la ocupación británica de Manila como teniente general de Filipinas y alcalde mayor de Pampanga desde 1762 hasta 1764. En el año 1770 fue elegido como regidor del cabildo de la ciudad de Manila, además de ser administrador de los ingresos postales del Real Correo desde principios de 1782 y luego como director general de la Renta de Tabaco hasta finales del mismo año.

## Biografía hasta la ocupación británica de Manila

### Primeros años en Saboya y migración a Buenos Aires

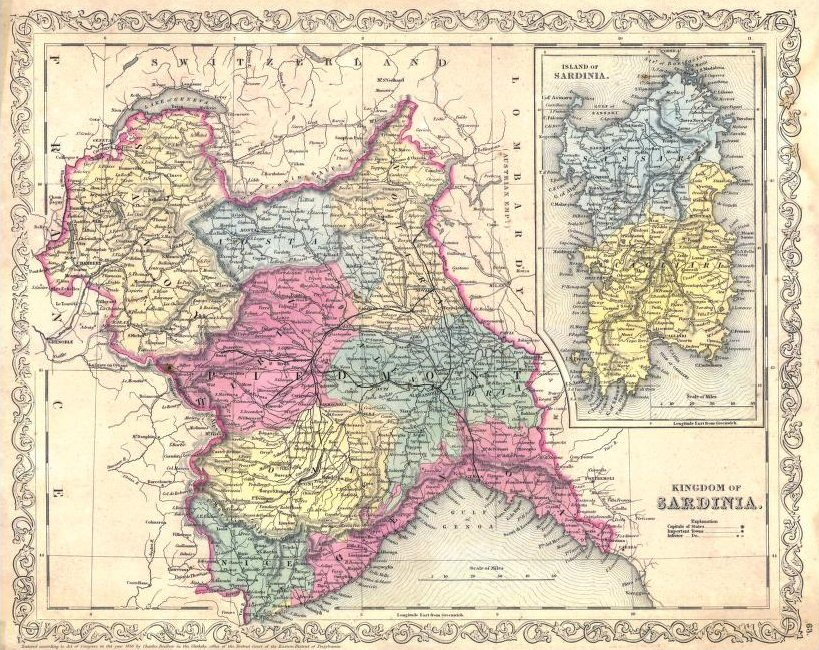
El Reino de Cerdeña-Piamonte (desde 1720 hasta 1861, de la Casa de Saboya).

Juan Antonio Panelo había nacido hacia 1707 en el Ducado de Saboya durante la ocupación francesa.
Al finalizar la Guerra de Sucesión Española y la firma del Tratado de Utrecht en 1713, el ducado saboyano recuperó sus posesiones originales y, al recibir el Reino de Sicilia, su soberano se convirtió en el rey Víctor Amadeo II de Saboya.
Posteriormente a la Guerra de la Cuádruple Alianza, el soberano saboyano trocó dicha ínsula por la otra gran isla vecina al Imperio austríaco, conformando así al Reino de Cerdeña-Piamonte en 1720, bajo la dinastía de la Casa de Saboya, y fue cuando Antonio Panelo migrara a la Sudamérica española para radicarse en la ciudad de Buenos Aires, capital de la gobernación del Río de la Plata que era a su vez una entidad autónoma del Virreinato del Perú.
En dicha ciudad se dedicó a la industria textil, pasó a ser propietario de una sastrería porteña y se casó con Gregoria González Pastor en agosto de 1737, con la que tuvo descendencia, y al poco tiempo, fue testigo del casamiento de su cuñada Petrona González con Pedro Morcillo el 24 de octubre del mismo año.
Luego nombraron a Panelo como veedor gremial y después de nacer su hijo menor Estanislao Panelo pasó a comerciar a través de la Flota de Indias desde el puerto de Buenos Aires, con Lima, a través de su puerto El Callao, y los de Acapulco y Manila.

### Funcionario del archipiélago filipino

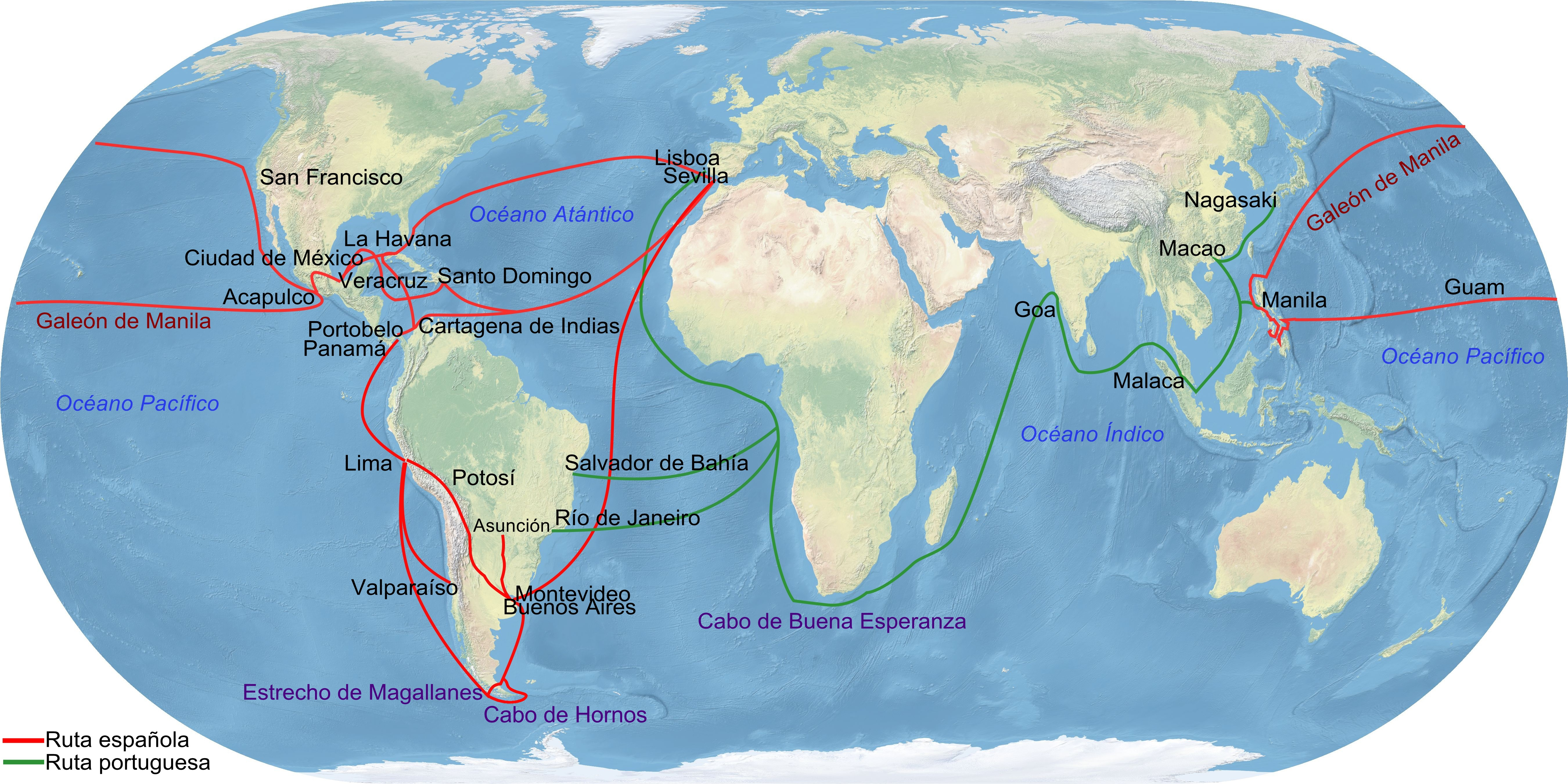
Las principales rutas comerciales del Imperio español con las Indias.

En la ciudad de Manila figuraba como escribano en el año 1756 y hacia 1760 fue asignado como director de Comercio de Filipinas, por lo cual hizo los recorridos comerciales novohispanos del Galeón de Manila cuyo trayecto del tornaviaje entre Manila y Acapulco podía durar entre 4 y 5 meses debido a que los galeones giraban hacia el norte para aprovechar la corriente de Kuroshio, y sin embargo a la inversa que incluía la escala en la isla de Guam del archipiélago de las Marianas podía durar unos tres meses.

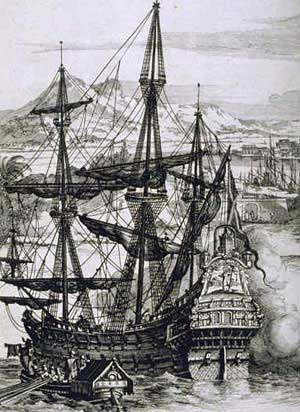
Grabado de un galeón español.

En el contexto de la guerra de los Siete Años, el 1 de agosto de 1762 partió una flota de la Compañía Británica de las Indias Orientales desde la ciudad de Madrás al mando del vicealmirante Samuel Cornish, que se sumó el 24 de septiembre a otra flota británica al mando de William Draper para penetrar en la bahía de Manila.
Diego de Guzmán, VII conde de Villamediana y XXII conde consorte de Valencia de Don Juan, se encargó de la defensa de la ciudad al frente de quinientos soldados y varios millares de nativos de Pampanga.
Por lo que el gobernador interino para prevenir nombró como su teniente general, por si los invasores ocupaban la capital, al oidor más moderno de la Real Audiencia de Manila y en ese entonces era el doctor Simón de Anda y Salazar de unos 62 años de edad, así este pudiera huir y formar gobierno en otro lugar de las Filipinas. En ese entonces Panelo de unos 55 años de edad seguía ejerciendo el cargo de director de comercio.

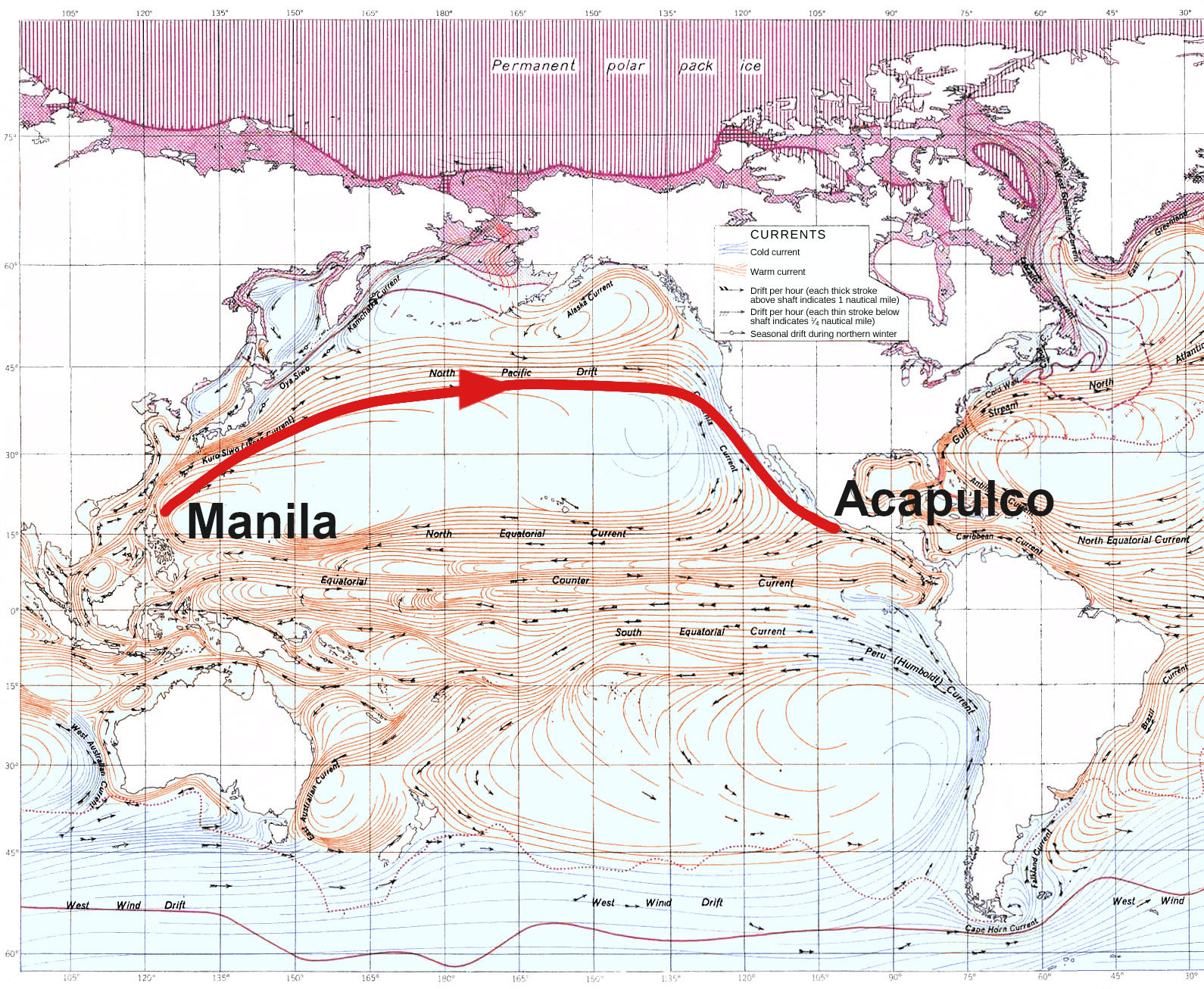
Recorrido del Galeón de Manila de los comerciantes novohispanos entre dicha ciudad y Acapulco.

En cuanto se hizo inminente la invasión, a las 10 de la noche del día 3 de octubre, el funcionario Juan Antonio Panelo, el oidor Anda con 500 pesos fuertes y unos cuarenta documentos sellados por el escribano mayor Ramón Orendain y los demás que pudieran escapar, llegaron por la mañana del día 4 a la localidad de Bulacán remontando el río homónimo, y finalmente al mismo tiempo Manila era sitiada por los invasores.
La defensa defectuosa de la urbe se debió a que el gobernador titular Pedro Manuel de Arandia había fallecido en 1759 y como su sucesor todavía no había llegado desde la isla caribeña de Cuba por otro ataque británico a la ciudad de La Habana, la Corona española había nombrado como vicegobernador al arzobispo Manuel Rojo del Río y Vieyra.
Dicho arzobispo asumió como gobernador interino pero cometió varios errores estratégicos debido a su inexperiencia militar, por lo que los británicos pudieron conseguir la ocupación de la ciudad y la de Cavite el día 6 del corriente, a lo que siguió el apresamiento del gobernador-presidente y de los oidores de la real audiencia, aunque luego se los liberara como estrategia para que a modo de títeres pudieran disuadir la resistencia y dominar así todo el archipiélago, y además los británicos exigieron al arzobispo Rojo un rescate de cuatro millones de pesos para detener el saqueo de la ciudad, a lo que accedió a fin de evitar mayores daños y muertes, pero no pudo ni reunir un millón siquiera por la fuga de los caudales.
El hecho consumado había sido posible gracias al tesorero real Nicolás Echanz Beaumont que huyó de los británicos con los caudales filipinos hacia la provincia de la Laguna de Bay y el doctor Anda reunía en la cabecera de la provincia de Bulacán a su alcalde mayor José Pasarín, a religiosos y demás españoles para mostrarles sus títulos que fueron aplaudidos y reconocidos por todos, por lo cual se autonombró gobernador interino para la defensa de la Corona española ante los invasores británicos.

## Teniente de gobernador general de Filipinas

La Capitanía General de Filipinas dependiente del Virreinato de Nueva España.

### Nombramiento de Panelo como vicegobernador
El funcionario Panelo fue nombrado en el mismo día 6 de octubre de 1762 como teniente general de la gobernación por el interinato del doctor Simón de Anda y Salazar, quien también mandaba notificar a todos los alcaldes mayores de las provincias filipinas para que los reconociesen.

### Alcalde mayor de Pampanga

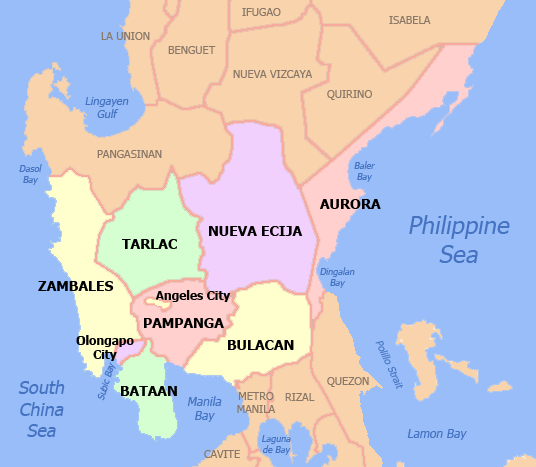
La provincia de Pampanga en la isla filipina de Luzón.

Al mismo tiempo el oidor Anda emitió un auto judicial ante José de Villegas Flores, escribano real y público de bienes de difuntos, para ser enviado al tesorero real Nicolás Echanz Beaumont en donde se le expresaba las instrucciones que debía seguir con los caudales filipinos y llevarlos a Bacolor que se transformaría en sede del gobierno filipino interino y a su vez de la alcaldía mayor de Pampanga que quedaba al mando del teniente de gobernador general Juan Antonio Panelo, ya que los mismos corrían grave peligro de caer en manos enemigas.
Dawsonne Drake asumió el cargo de gobernador de Manila el 2 de noviembre y comenzó la resistencia española ante los invasores británicos pero se le sumaron las sublevaciones indígenas de varias provincias, siendo la primera de ellas, la rebelión de la provincia de Pangasinán que comenzó en la localidad de Binalatongán el 3 de noviembre del mismo año, porque el alcalde mayor provincial envió un comisionado a cobrar el real tributo.
Por dichos acontecimientos, el gobernador Anda mandó a su teniente general Antonio Panelo para decidir si el alcalde mayor de esta provincia debiera ser apresado o no bajo sospechas de simpatizar con los británicos, pero finalmente fue absuelto por falta de pruebas.

### Recuperación de Manila para el Imperio español

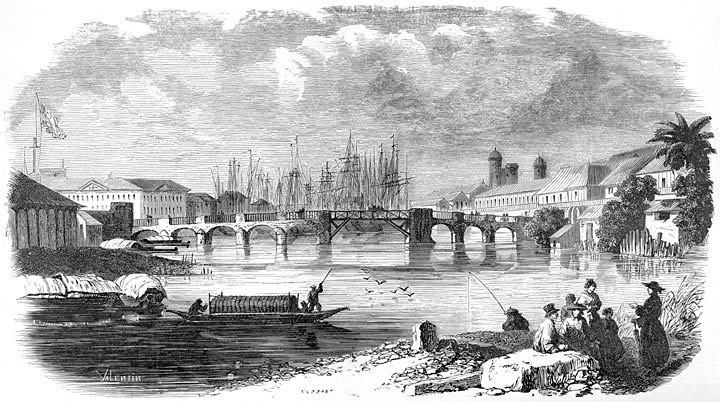
La ciudad de Manila a principios de 1800.

La guerra de Siete Años terminó con el Tratado de París del 10 de febrero de 1763, el cual estipulaba la devolución de todos los territorios ocupados a la Corona española, y cuando el arzobispo Rojo falleció en enero de 1764, el ejército británico finalmente reconoció a Simón de Anda y Salazar como legítimo gobernador de Filipinas, y por ende a Juan Antonio Panelo como su teniente general, por lo cual Anda accedió a establecer un armisticio a condición de que se retiraran de Manila antes de marzo.
El nuevo gobernador español Francisco Javier de la Torre llegó al archipiélago a mediados del mismo mes con órdenes de Londres para que desalojaran Manila, por lo que Drake abandonó la ciudad el 29 de marzo y el consejo eligió como gobernador interino a Alexander Dalrymple y finalmente los británicos evacuaron definitivamente la ciudad en abril de 1764. Un año después fallecería la esposa de Panelo en la ciudad de Buenos Aires.

## Regidor del Cabildo de Manila y deceso

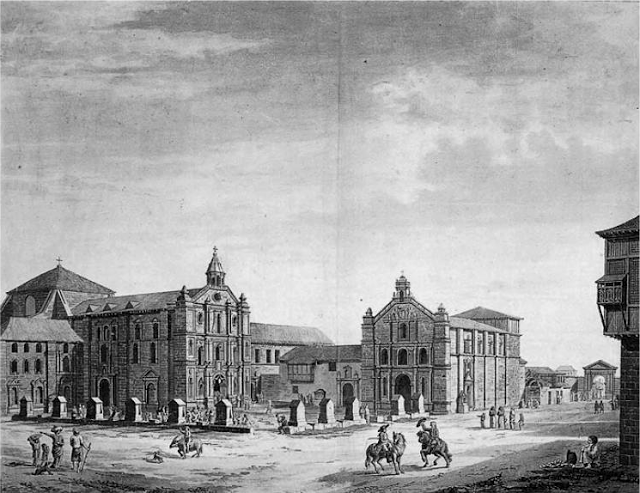
La ciudad de Manila en intramuros hacia el año 1700.

Hacia julio de 1770 el viudo Antonio Panelo ocupó el cargo de regidor del Cabildo de Manila, siendo el decano del mismo Alberto Jacinto de los Reyes. En el año 1771 el teniente de gobernador general de Filipinas y alcalde mayor de Pampanga era Pedro José Díaz de Cerrato.
Una década después él mismo figuró en una declaración jurada del 21 de marzo de 1781 como regidor propietario del ayuntamiento, y su decano.

### Otros cargos de funcionario
A principios de 1782 se desempeñaba como administrador de los ingresos postales del Real Correo de Manila y el 7 de agosto del mismo año fue nombrado como director general de la Renta de Tabaco, pero el 16 de agosto del corriente en el pueblo de Binondo, a las afueras de Manila, Panelo aceptó la notificación de su sustitución en el puesto.

### Fallecimiento
El funcionario colonial Juan Antonio Panelo falleció muy anciano en 1786.

## Matrimonio y descendencia

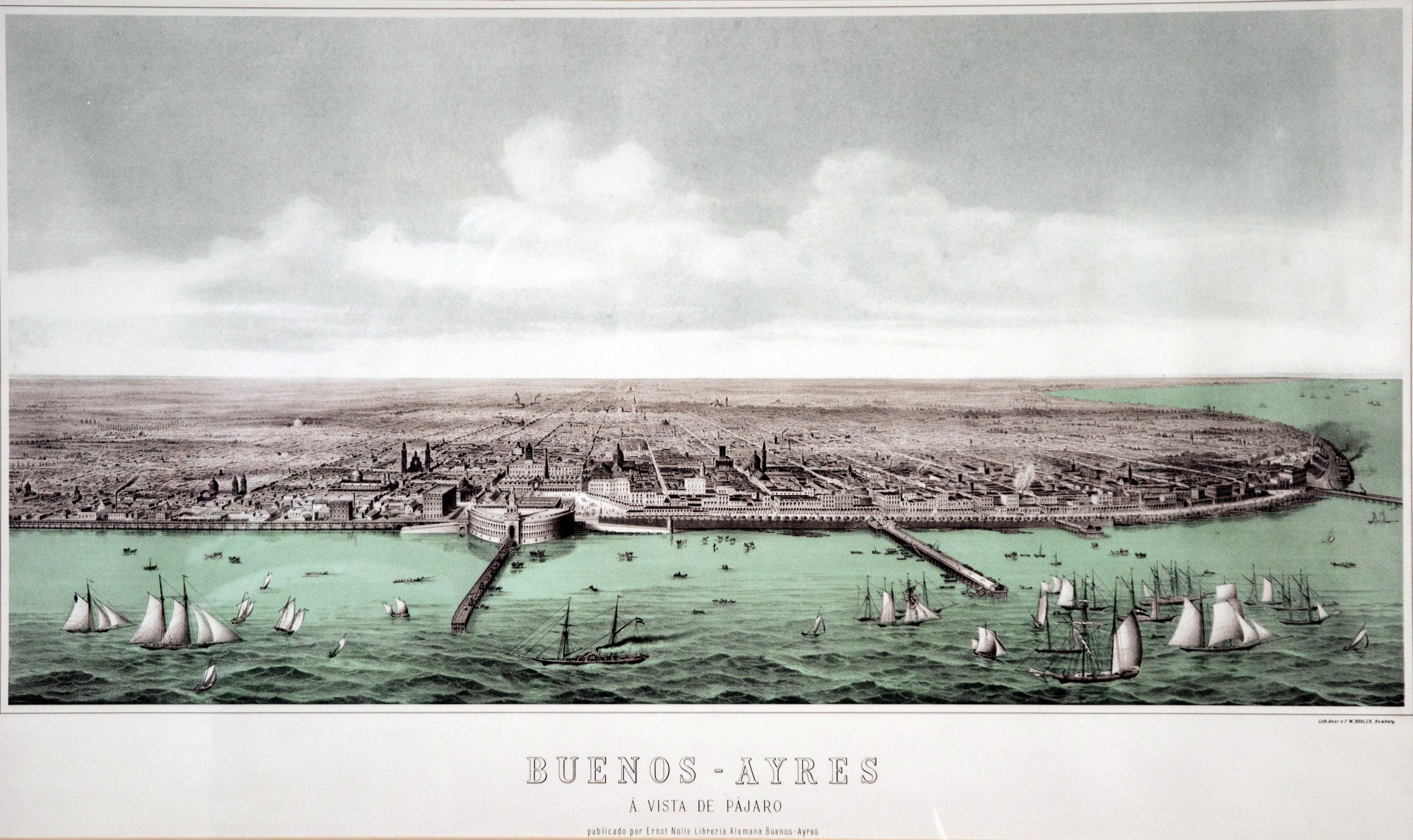
La ciudad de Buenos Aires a vista de pájaro (litografía de D. Dolin, ca. 1865).

El rico comerciante saboyano Juan Antonio Panelo se había unido en matrimonio en la iglesia de la Merced de la ciudad de Buenos Aires el 19 de agosto de 1737 con la puchuela María Gregoria González Pastor (Buenos Aires, 24 de febrero de 1716-ib., e/ 17 de febrero y marzo de 1765), una hija de los ochavones libertos Sebastián González (n. ib. ca. 1689), maestro albañil y propietario de una casa que se componía de dos cuartos cubiertos de teja con 17 varas (unidad equivalente a 0,866 metros) de frente y 30 varas de fondo en el lado del Sur del Bajo del Río, y de su esposa Lucía Pastor de Arroyo (Buenos Aires, 10 de diciembre de 1690-ib., e/ agosto y diciembre de 1765), una miembro de la archicofradía de Santa Rosa y quienes también se habían enlazado en La Merced de Buenos Aires el 26 de octubre de 1706. Finalmente Lucía Pastor de Arroyo testó el 18 de julio de 1763 y en agosto de 1765 fue madrina de su nieta Inocencia Josefa González Reyes.
Gregoria González Pastor tenía cuatro hermanos mayores: Petrona (n. ib., ca, 1707) que se enlazó el 24 de octubre de 1737 con Pedro Morcillo, Margarita (n. ib., 1709), Sebastián Bernardo (n. ib., 1713) y José González (n. ib., 1715), y cinco hermanos menores: el sastre Juan José (n. ib., 1718), Sebastián Fabián González Pastor (n. ib., 20 de enero de 1722), Juan Bautista (n. ib., 1724), María Quiteria de la Trinidad (ib., 1728-ib., 1813) y José Vicente González (n. ib., 1731).
Su esposa Gregoria y sus nueve hermanos eran nietos maternos del capitán Alonso Pastor de Gaete (n. ca. 1665-f. después de 1758), licenciado en leyes, y de la cuarterona Juana de Arroyo (ca. 1675-f. después de 1738) quien fuera propietaria hacia 1638 de una casa de techo de teja con 35 varas de frente y 70 varas de fondo en la calle de Santiago de Buenos Aires, y además eran bisnietos del general hispano-castellano Alonso Pastor Ramírez (n. Carrión de los Condes, ca. 1625) —un hijo de Alonso Magdaleno Pastor (n. ca. 1595) y de Catalina Ramírez (n. ca. 1605)— y de su esposa desde 1650, María de Gaete Izarra (n. e/ enero y el 10 de febrero de 1622), la cual para casarse fue dotada el 7 de septiembre de 1649 por sus padres, el general español Gaspar de Gaete Cervantes y Jiménez de Gudelo (1582-Buenos Aires, 25 de marzo de 1647) y su esposa Polonia de Izarra Astor.

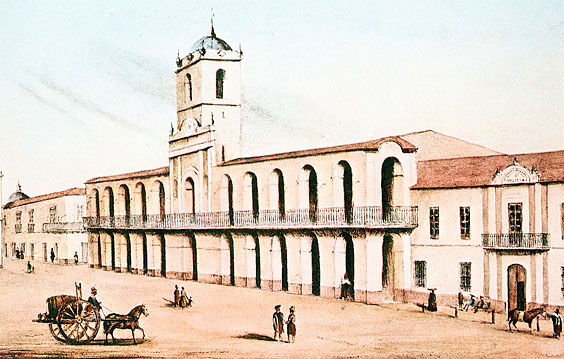
El Cabildo de Buenos Aires (litografía de Alberico Isola, del).

Fruto de la unión entre Antonio Panelo, que fuera el primigenio de todos los Panelo rioplatenses, y Gregoria González Pastor hubo seis hijos documentados, más tres que probablemente hayan fallecido jóvenes:
- María Magdalena Panelo[34][j][k] (Buenos Aires, 1738-Montevideo, 15 de julio de 1804) que se unió en matrimonio en Buenos Aires el 15 de abril de 1769[4] con el francés Benito Fulger[40] (Metz, ca. 1734-f. antes de 1803), un hijo legítimo de Francisco Fulger y Catalina Mecelen. Lamentablemente sus hijos legítimos perecerían siendo niños y una vez viuda testó el 12 de junio del año de fallecimiento.[4]
- Juan Martín Panelo[4] (ib., 12 de junio de 1742-f. antes de 1804) que fue bautizado de 11 meses de edad en la ciudad de nacimiento el 12 de mayo de 1743,[4] y se casó en la iglesia Matriz de Santa Fe el 12 de febrero de 1765 con María Josefa Lorca y con quien tuvo seis hijos, cuatro de los cuales fallecieron a temprana edad, siendo los dos que les sobrevivieron, Pedro Panelo (Santa Fe, 19 de mayo de 1771-ib., 19 de febrero de 1832) y Juan Vicente Panelo (ib., 6 de enero de 1780 - Paraná, 26 de agosto de 1837) que se unió en segundas nupcias con María de la Concepción García y fueron padres de Sebastiana y de Hermógenes Panelo García (n. Mercedes de Soriano, Estado Oriental del Uruguay, 18 de abril de 1831) que siendo un joven adolescente de tan solo catorce años de edad fue con su joven esposa Mercedes Ruiz,[42] padres del futuro coronel argentino Melitón Panelo (San Nicolás de los Arroyos, 10 de mayo de 1845-Buenos Aires, 7 de mayo de 1905) —quien voluntariamente con diecinueve años de edad combatió en la Guerra del Paraguay bajo el mando del general Ignacio Rivas, cuya hermana Doraliza Rivas Graces estaba enlazada con el teniente de infantería Estanislao Panelo y Pérez de Saravia,[l] alcalde de Concordia en 1849— y posteriormente de Concepción Panelo Ruiz (n. ca. 1852) casada el 1 de junio de 1872 con Juan Manuel Corvalán del Pardo (n. Buenos Aires, 1840), con quien tendría descendientes.[42]
- Francisca Javiera Panelo (n. ib., 2 de diciembre de 1747).
- Joaquina Jacinta Panelo (n. ca. 1748).
- Ignacio Panelo[44] (n. 1750) era herrero de profesión y soltero que vivía en la ciudad de Montevideo con otros familiares desde 1774, a principios de 1781 figuraba con 30 años de edad y en 1785 fue uno de los constructores de la fortaleza de Santa Teresa.[44]
- María Josefa Panelo[5][45] (ib., e/ enero y marzo de 1751-Montevideo, 23 de abril de 1821) se casó en Buenos Aires el 12 de mayo de 1766[45] con el hispano-gallego Juan Mateo Mourigade (Santiago de Compostela, e/ enero y mayo de 1745-Montevideo, 8 de enero de 1803), un hijo legítimo de Rudecindo Mourigade y de su esposa María Antonia Gacio, y con quien tuvo descendencia.[5][45] Ambos testaron, él para fallecer a los 56 años y ella a los 70 años de edad.[45]
- Estanislao José Panelo y González Pastor[46] (n. Buenos Aires, 20 de noviembre de 1751) que fue bautizado el día 28 del mes de nacimiento, pasó a ser un rico comerciante, docente y funcionario eclesiástico que se unió en matrimonio hacia 1778 con Olegaria de Melo[46] (n. ca. 1758) y con quien concibió por lo menos a dos hijos, el futuro diputado provincial Pantaleón Panelo, casado con Petrona Pérez de Saravia, y el primogénito Julián Panelo de Melo que se casó con la concuñada María Vicenta Pérez de Saravia y Pérez,[4][m] fue socio fundador de la Sociedad Patriótica[47] y uno de los que financió a los Treinta y Tres Orientales en 1825[47][48] para la recuperación de la Provincia Oriental que se encontraba en poder del Imperio del Brasil,[47] y de dicho enlace hubo por lo menos tres[43][47] hijos documentados: el primogénito Estanislao Panelo y Pérez de Saravia,[43] Julián y la menor Sara Panelo (n. ib., 14 de enero de 1832) que sería madre del capitán de navío Félix Dufourq Panelo.[47]
- Antonia Lucía[49] (ib., ca. 1752 - f. 5 de noviembre de 1805) que se unió en matrimonio en Buenos Aires el 22 de junio de 1772 con el cabo de caballería hispano-castellano Lorenzo Ximénez (Narrillos de Ávila, 17 de agosto de 1738-Buenos Aires, 18 de octubre de 1797), siendo hijo legítimo de Agustín Ximénez y de María Hernández.[49] El matrimonio concibió por lo menos a Vicenta Josefa Ximénez Panelo (Buenos Aires, 27 de abril de 1774-3 de octubre de 1807) que se casaría con Ramón Villena García y tuvieron a Juana Josefa Villena.